# Illya Zabarnyi
Illia Boryssovytch Zabarnyi (en ukrainien : Ілля Борисович Забарний), né le 1er septembre 2002 à Kiev (Ukraine), est un footballeur international ukrainien qui évolue au poste de défenseur central au Paris Saint-Germain.

## Biographie

### En club

#### Dynamo Kiev (2020-2023)
Né à Kiev, capitale de l'Ukraine, Illia Zabarny est formé par le club local du Dynamo Kiev et est intégré à l'équipe première à seulement 17 ans au début de l'année 2020.
Le 11 septembre 2020, il fait ses débuts en professionnel en étant titularisé face au FK Desna Tchernihiv en championnat (match nul, 0-0). Le 15 septembre 2020, il dispute son premier match de Ligue des champions lors d'une rencontre qualificative face à l'AZ Alkmaar. Le Dynamo remporte cette rencontre sur le score de deux buts à zéro. Cette apparition, à 18 ans et 14 jours fait de lui le deuxième plus jeune joueur à jouer un match de coupe d'Europe pour le Dynamo Kiev. Le record étant toujours détenu par Maxym Koval, qui avait débuté à 17 ans et 251 jours.
Le 25 avril 2021, inscrit son premier but en professionnel lors d'une rencontre de championnat face à l'Inhoulets Petrove. Il ouvre le score de la tête et son équipe s'impose par cinq buts à zéro.

#### AFC Bournemouth (2023-2025)
Le 31 janvier 2023, Illia Zabarny rejoint la Premier League et l'AFC Bournemouth afin de s'engager en faveur de l'AFC Bournemouth. Il signe un contrat courant jusqu'en juin 2028.
Zabarnyi joue son premier match pour Bournemouth le 4 avril 2023, lors d'une rencontre de championnat contre Brighton and Hove Albion. Il entre en jeu à la place de Marcos Senesi et son équipe est battue par deux buts à zéro.

#### Paris Saint-Germain (depuis 2025)
Le 12 août 2025, Illia Zabarny quitte l'AFC Bournemouth et s'engage pour cinq ans en faveur du Paris Saint-Germain,,. Il devient le premier joueur ukrainien à porter les couleurs du club de la capitale,,. Le montant du transfert est estimé à 67 millions d'euros bonus compris. 

### En sélection nationale
Le 4 septembre 2020, Illia Zabarny fête sa première sélection avec l'équipe d'Ukraine espoirs face au Danemark. Il est titulaire lors de cette rencontre qui se solde par un match nul (1-1).
Le 7 octobre 2020, il honore sa première sélection avec l'équipe nationale d'Ukraine en étant titularisé face à la France (défaite, 7-1). Il devient ainsi le deuxième plus jeune joueur de la l'histoire de la sélection. Il est ensuite retenu par le sélectionneur de l'Ukraine, Andri Chevtchenko, dans la liste des 26 joueurs pour participer à l'Euro 2020,. 
Le 20 mai 2024, il fait partie de la liste des 26 joueurs convoqués par Serhiy Rebrov en vue de l'Euro 2024 en Allemagne.

## Statistiques
| Saison                | Club                  | Championnat           | Championnat | Championnat | Coupe nationale | Coupe nationale | Coupe de la Ligue | Coupe de la Ligue | Supercoupe | Supercoupe | Compétition(s) continentale(s) | Compétition(s) continentale(s) | Compétition(s) continentale(s) | Total | Total |
| Saison                | Club                  | Division              | M.          | B.          | M.              | B.              | M.                | B.                | M.         | B.         | Comp.                          | M.                             | B.                             | M.    | B.    |
| 2020-2021             | Dynamo Kiev           | D1                    | 21          | 1           | 2               | 0               | -                 | -                 | -          | -          | C1+C3                          | 9+4                            | 0+0                            | 36    | 1     |
| 2021-2022             | Dynamo Kiev           | D1                    | 15          | 0           | 1               | 0               | -                 | -                 | 1          | 0          | C1                             | 6                              | 0                              | 23    | 0     |
| 2022-2023             | Dynamo Kiev           | D1                    | 14          | 0           | -               | -               | -                 | -                 | -          | -          | C1+C3                          | 6+5                            | 0+0                            | 25    | 0     |
| Sous-total            | Sous-total            | Sous-total            | 50          | 1           | 3               | 0               | 0                 | 0                 | 1          | 0          | -                              | 30                             | 0                              | 84    | 1     |
| 2022-2023             | AFC Bournemouth       | Premier League        | 5           | 0           | -               | -               | -                 | -                 | -          | -          | -                              | -                              | -                              | 5     | 0     |
| 2023-2024             | AFC Bournemouth       | Premier League        | 37          | 1           | 3               | 0               | 2                 | 0                 | -          | -          | -                              | -                              | -                              | 42    | 1     |
| 2024-2025             | AFC Bournemouth       | Premier League        | 36          | 0           | 3               | 0               | -                 | -                 | -          | -          | -                              | -                              | -                              | 39    | 0     |
| Sous-total            | Sous-total            | Sous-total            | 78          | 1           | 6               | 0               | 2                 | 0                 | 0          | 0          | -                              | 0                              | 0                              | 86    | 1     |
| 2025-2026             | Paris Saint-Germain   | Ligue 1               | 1           | 0           | 0               | 0               | -                 | -                 | 0          | 0          | C1                             | 0                              | 0                              | 1     | 0     |
| Total sur la carrière | Total sur la carrière | Total sur la carrière | 129         | 2           | 9               | 0               | 2                 | 0                 | 1          | 0          | -                              | 30                             | 0                              | 171   | 2     |

## Palmarès
- Dynamo Kiev
  - Champion d'Ukraine en 2021.
  - Vainqueur de la Coupe d'Ukraine en 2021.